# Ytter-Mjösjön
Ytter-Mjösjön är en sjö i Örnsköldsviks kommun i Ångermanland och ingår i Husåns huvudavrinningsområde. Sjön är 9,4 meter djup, har en yta på 0,043 kvadratkilometer och befinner sig 246 meter över havet.